# Madagaskar na Letnich Igrzyskach Olimpijskich 1964
Madagaskar na Letnich Igrzyskach Olimpijskich 1964 reprezentowało 3 zawodników (wszyscy mężczyźni). Reprezentanci Madagaskaru nie zdobyli żadnego medalu na tych igrzyskach.

## Skład kadry

### Lekkoatletyka
Mężczyźni
- Jean-Louis Ravelomanantsoa

100 metrów - odpadł w eliminacjach
200 metrów - odpadł w eliminacjach
- Jean Randrianjatavo - 5000 metrów - odpadł w eliminacjach
- Marc Rabémila - trójskok - 28. miejsce